# Missioni giapponesi nella Cina Tang

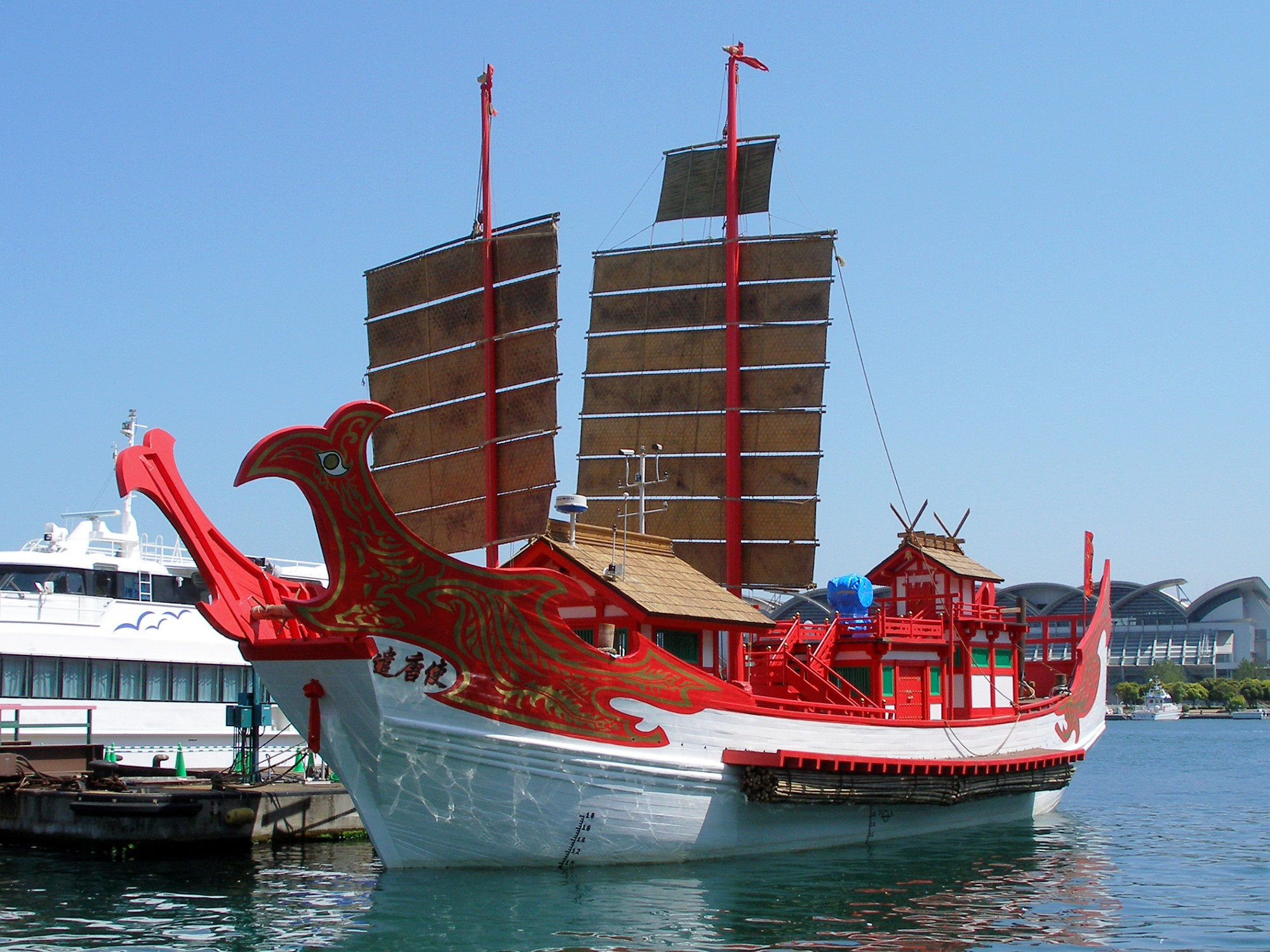
Una nave da missione ricostruita per l'Expo di Shanghai 2010 (Baia di Hakata, 14 maggio 2010)

Le Missioni giapponesi nella Cina Tang (遣唐使?, kentōshi) furono dei tentativi giapponesi volti ad apprendere la cultura e la civiltà cinese della dinastia Tang, nei secoli VII, VIII e IX. La natura di questi contatti si è evoluta gradualmente da un cambiamento politico e cerimoniale a uno scambio culturale, e il processo ha accompagnato i crescenti legami commerciali che si sono sviluppati nel tempo. 
Tra il 607 e l'839, il Giappone inviò un totale di 22 missioni negli imperi Sui e Tang della Cina (una missione pianificata per l'894 fu annullata ). L'obiettivo principale di ogni spedizione era l'acquisizione di conoscenze dalla cultura cinese, ad esempio i sacerdoti andavano per studiare il buddismo cinese, i funzionari studiavano il governo cinese, i medici studiavano la medicina cinese, i pittori studiavano la pittura cinese. Tuttavia, circa un terzo di coloro che si imbarcarono dal Giappone non sopravvissero per tornare a casa.

## Note

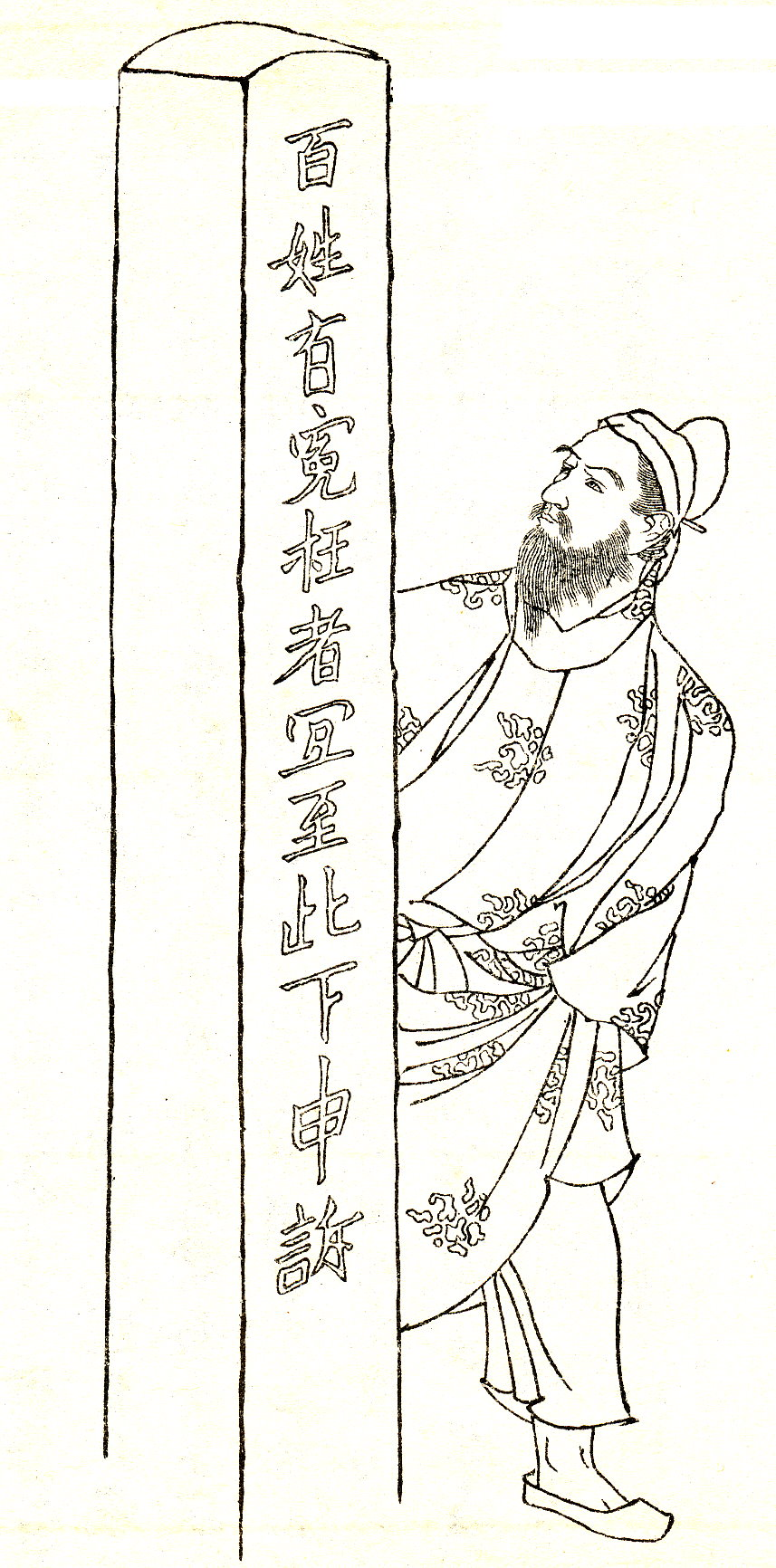
Kibi Makibi (695–775) in un'illustrazione di un libro di Kikuchi Yōsai.

## Elenco missioni
| Anno    | Mittente | Inviati giapponesi | Monarca cinese | Note |
| ------- | -------- | --- | -------------- | --- |
| 630–632 | Jomei    | Inugami no Mitasuki (犬上御田鍬?) Kusushi Enichi (藥師惠日?)                                                                                           | Tai Zong       | Accompagnato al ritorno dall'emissario Tang Gao Biaoren (高表仁) |
| 653–654 | Kōtoku   | Kishi no Nagani (吉士長丹?) Kishi no Koma (吉士駒?) Takada no Nemaro (高田根麻呂?) Kanimori no Omaro (掃守小麻呂?)                                     | Gao Zong       | La nave che trasportava il Takada no Nemaro affondò durante il viaggio di andata nei pressi dell'isola di Takeshima nel distretto di Satsuma. |
| 654–655 | Kōtoku   | Takamuko no Kuromaro Kawabe no Maro (河邊?) Kusushi Enichi                                                                                             | Gao Zong       | Takamuko morì in Cina |
| 659–661 | Saimei   | Sakaibe no Iwashiki (坂合部石布?) Tsumori no Kisa (津守吉祥?) Iki no Hakatoko (伊吉博德?)                                                              | Gao Zong       | Sakaibe morì durante il viaggio |
| 665–667 | Tenji    | Mori no Ōishi (守大石 ?) Sakaibe no Iwatsumi (坂合部岩積?)                                                                                             | Gao Zong       | Potrebbe aver trasportato l'emissario Tang Liu Degao (劉德高) nell'esercito di stanza nella vecchia guarnigione di Paekche |
| 667–668 | Tenji    | Iki no Hakatoko, Kasa no Moroishi (笠諸石?) | Gao Zong       | Fu trasportato l'emissario Tang Sima Facong (司馬法聰) nell'esercito di stanza nella vecchia guarnigione di Paekche |
| 669–670 | Tenji    | Kawachi no Kujira (河内鯨?) | Gao Zong       | Fu celebrata la conquista di Koguryŏ |
| 702–704 | Mommu    | Awata no Mahito (粟田真人?) Takahashi no Kasama (高橋笠間?) Sakaibe no Ōkita (坂合部大分?) Yamanoue no Okura (山上憶良?) Kose no Ōji (巨勢祖父?)       | Wu Zetian      | Kose no Ōji fece ritorno nel 707, Awata no Mahito tornò invece nel 718 |
| 717-718 | Genshō   | Tajihi no Agatamori (多治比縣守?) Abe no Yasumaro (阿倍安麻呂?) Ōtomo no Yamamori (大伴山守?) Fujiwara no Umakai (藤原馬養?)                           | Xuan Zong      | Awata no Mahito tornò nel 718, mentre gli studenti Abe no Nakamaro and Kibi no Makibi, così come il monaco Genbō (玄昉), si unirono all'ambasciata |
| 733–734 | Shōmu    | Tajihi no Hironari (多治比廣成?) Nakatomi no Nashiro (中臣名代?)                                                                                       | Xuan Zong      | Delle 4 navi che partirono in questa missione una tornò nel 734, mentre un'altra tornò nel 736; il magistrato Heguri no Hironari (平群廣成?) fece ritorno nel 739 |
| 746-    | Shōmu    | Isonokami no Otomaro (石上乙麻呂?) | Xuan Zong      | cancellata |
| 750–753 | Kōken    | Fujiwara no Kiyokawa ( 藤原清河?) Ōtomo no Komaro (大伴古麻呂?) Kibi no Makibi (吉備真備?)                                                             | Xuan Zong      | La nave che trasportava Fujiwara no Kiyokawa e Abe no Nakamaro naufragò nella provincia di Annam; entrambi divennero funzionari Tang e non fecero mai ritorno a casa |
| 761-761 | Junnin   | Kō Gendo (高元度?) | Su Zong        | Con l'obiettivo di recuperare Kiyokawa, la missione viaggiò con l'ambasciatore di Balhae tornando a casa via Balhae; fece ritorno a casa con il saluto dell'emissario Tang Shen Weiyue (沈惟岳) |
| 761-    | Junnin   | Naka no Iwatomo (仲石伴 ?) Isonokami no Yakatsugu (石上宅嗣?) Fujiwara no Tamaro (藤原田麻呂?)                                                         | Su Zong        | cancellata per danni alla nave |
| 762-    | Junnin   | Nakatomi no Takanushi (中臣鷹主?) Koma no Hiroyama (高麗廣山?)                                                                                         | Dai Zong       | cancellata per mancanza di vento favorevole |
| 777-778 | Kōnin    | Saeki no Imaemishi (佐伯今毛人?) Ōtomo no Masutate (大伴益立?) Fujiwara no Takatori (藤原鷹取 ?) Ono no Iwane (小野石根?) Ōmiwa no Suetari (大神末足?) | Dai Zong       | Tutte e quattro le imbarcazioni naufragarono durante il viaggio di ritorno; Ono no Iwane e l'emissario Tang Zhao Baoying (趙寶英) morirono |
| 779–781 | Kōnin    | Fuse no Kiyonao (布勢清直?) | De Zong        | L'emissario Tang Sun Xingjin 孫興進 ed altri furono mandati a Mingzhou |
| 804–805 | Kammu    | Fujiwara no Kadonomaro (藤原葛野麻呂?) Ishikawa no Michimasu (石川道益?)                                                                               | De Zong        | Quattro navi parteciparono alla missione; di queste, la nave 3 naufragò a Hirado durante il viaggio di andata e non ci furono notizie della nave 4; Kūkai e Saichō parteciparono all'ambasciata |
| 838–839 | Ninmyō   | Fujiwara no Tsunetsugu (藤原常嗣 ?) Ono no Takamura (小野篂 ?)                                                                                         | Wen Zong       | Quattro navi parteciparono alla missione; di queste, la nave 3 naufragò poco dopo la partenza da Tsukushi e i suoi 140 passeggeri non raggiunsero la Cina (a bordo c'erano anche i monaci Ennin ed Ensai; i passeggeri delle navi 1 e 4 noleggiarono navi Silla e si divisero per il viaggio di ritorno, tornando nell'839 con una lettera dell'imperatore cinese; ; la nave 2 tornò poi a casa nell'840 |
| 894-    | Uda      | Sugawara no Michizane (菅原道真?) Ki no Haseo (紀長谷雄?)                                                                                              | Zhao Zong      | annullata |